# Euchromius cambridgei
Euchromius cambridgei — вид лускокрилих комах родини вогнівок-трав'янок (Crambidae).

## Поширення
Вид поширений в Центральній та Південній Європі, Північній Африці та Західній Азії. Присутній у фауні України.

## Опис
Розмах крил до 17 мм. Передні крила сріблясто-сірі, посипані коричневими лусочками і з вохристо-жовтою поперечною смугою, зсередини облямовані білим. Задні крила жовтувато-сірі з темнішою верхівкою.